# Cuộc tấn công Matanikau
Cuộc tấn công Matanikau, diễn ra từ ngày 1 đến ngày 4 tháng 11 năm 1942, đôi khi còn gọi là Trận Matanikau lần thứ tư, là trận đánh giữa Thủy quân lục chiến Hoa Kỳ và Lục quân Hoa Kỳ với Lục quân Đế quốc Nhật Bản tại khu vực sông Matanikau và Point Cruz thuộc đảo Guadalcanal trong Chiến dịch Guadalcanal thời kì Chiến tranh thế giới thứ hai. Trận đánh này là một trong những trận đánh cuối cùng gần sông Matanikau trong chiến dịch Guadalcanal.
Sau chiến thắng của Hoa Kỳ trong Trận chiến sân bay Henderson trước đó, bảy tiểu đoàn Thủy quân lục chiến và Lục quân Hoa Kỳ dưới sự chỉ huy của tướng Alexander Vandegrift và chỉ huy chiến thuật bởi Đại tá Merritt A. Edson đã vượt sông Matanikau để tấn công các lực lượng quân Nhật ở vị trí giữa con sông và Point Cruz, bờ biển phía bắc Guadalcanal. Khu vực này được phòng thủ bởi Trung đoàn Bộ binh số 4 của Đại tá Nomasu Nakaguma cùng với một số đơn vị hỗ trợ khác, tất cả thuộc về Quân đoàn 17 của Trung tướng Hyakutake Harukichi. Sau khi gây ra thương vong lớn cho quân Nhật phòng thủ khu vực này, các lực lượng Hoa Kỳ đã phải rút lui vì mối đe dọa từ quân Nhật mới đổ bộ lên Guadalcanal.

## Hoàn cảnh trận đánh

### Chiến dịch Guadalcanal
Ngày 7 tháng 8 năm 1942, lực lượng Đồng Minh (chủ yếu là Hoa Kỳ) đã đổ bộ lên Guadalcanal, Tulagi và nhóm đảo Nggela (thường được gọi là nhóm đảo Florida) thuộc quần đảo Solomon. Cuộc đổ bộ này nhằm mục đích đập tan kế hoạch của người Nhật biến quần đảo này thành căn cứ đe dọa tuyến đường vận tải giữa Úc và Hoa Kỳ, đồng thời cũng chiếm luôn quần đảo để làm nơi xuất phát cho các chiến dịch cô lập căn cứ chính của hải quân Nhật là Rabaul và yểm trợ cho quân Đồng Minh trong Chiến dịch New Guinea. Cuộc đổ bộ này đã chính thức mở đầu cho Chiến dịch Guadalcanal kéo dài 6 tháng sau đó.
Lợi dụng sự bất ngờ của quân Nhật, quân Đồng Minh đã hoàn thành cuộc đổ bộ và chiếm được Tulagi cùng một số hòn đảo nhỏ phụ cận cũng như một sân bay đang xây dựng dở tại Lunga Point thuộc Guadalcanal. Công việc hoàn tất sân bay được tiến hành ngay lập tức, chủ yếu bằng các thiết bị chiếm được của quân Nhật. Vào ngày 12 tháng 8, sân bay được đặt tên là Henderson theo tên của một phi công Thủy quân Lục chiến, Lofton R. Henderson, hy sinh trong Trận Midway. Đến ngày 18 tháng 8, sân bay sẵn sàng hoạt động và lực lượng không quân xuất kích từ sân bay mang tên "Không lực Cactus" (CAF) theo tên mã của Đồng minh cho chiến dịch Guadalcanal. Để bảo vệ sân bay, thủy quân lục chiến Mỹ đã thiết lập một vành đai phòng thủ quanh Lunga Point.
Phản ứng lại việc Đồng Minh đổ bộ lên Guadalcanal, Bộ Tổng tư lệnh Đế quốc Nhật Bản giao cho Quân đoàn 17 đặt căn cứ tại Rabaul dưới quyền chỉ huy của Trung tướng Hyakutake Harukichi nhiệm vụ tái chiếm Guadalcanal. Quân đoàn này được sự hỗ trợ của các đơn vị Hải quân Nhật, kể cả Hạm đội Liên hợp dưới quyền chỉ huy của Đô đốc Yamamoto Isoroku, đặt căn cứ tại Truk. Bắt đầu từ ngày 19 tháng 8, nhiều đơn vị của Quân đoàn 17 bắt đầu đổ bộ lên Guadalcanal với mục tiêu đánh bật quân Đồng Minh ra khỏi hòn đảo.
Bởi vì mối đe dọa từ các máy bay ở sân bay Henderson, quân Nhật đã không thể sử dụng những chuyển vận hạm to lớn, chậm chạp để vận chuyển lính và hàng tiếp liệu đến hòn đảo. Do đó, họ đã phải sử dụng các chiến hạm tại Rabaul và quần đảo Shortland để đưa lính đến Guadalcanal. Các chiến hạm Nhật Bản, chủ yếu là tuần dương hạm hạng nhẹ và khu trục hạm thuộc Hạm đội 8 của phó đô đốc Gunichi Mikawa, thực hiện chuyến đi khứ hồi dọc theo "khe" (eo biển New Georgia) đến Guadalcanal trong một đêm trong suốt thời gian chiến dịch, tối thiểu khả năng phơi ra trước các cuộc không kích Đồng Minh. Tuy nhiên, việc vận chuyển lực lượng như vậy ngăn trở việc mang theo đến Guadalcanal hầu hết các trang bị nặng và tiếp liệu của binh sĩ, bao gồm pháo hạng nặng, xe cộ cũng như nhiều lương thực và đạn dược. Thêm vào đó, hoạt động này trói chân các khu trục hạm Nhật vốn đang rất cần thiết trong vai trò hộ tống tàu buôn. Chúng được lực lượng Đồng Minh biết đến như là những chuyến "Tốc hành Tokyo" trong khi quân Nhật đặt tên cho nó là "Chuyên chở chuột" (Rat Transportation).
Nỗ lực đầu tiên của quân Nhật tái chiếm sân bay Henderson là cuộc tấn công của 917 lính Nhật do đại tá Kiyonao Ichiki chỉ huy trong trận Tenaru vào ngày 21 tháng 8 năm 1942 với kết quả chỉ còn 128 lính Nhật sống sót và đại tá Ichiki cũng tử trận. Nỗ lực tiếp theo đến sau đó vào ngày 12 đến ngày 14 tháng 9, khi lần này 6.000 lính Nhật do thiếu tướng Kiyotake Kawaguchi chỉ huy tiếp tục bị đánh bại trong Trận chiến đồi Edson. Sau khi bị đánh bại tại đồi Edson, Kawaguchi và tàn quân Nhật đã tập trung lại ở phía tây sông Matanikau thuộc Guadalcanal.
Trong lúc tàn quân Nhật rút chạy, quân Mỹ tập trung vào việc củng cố phòng tuyến Lunga. Ngày 18 tháng 9, một đoàn chuyển vận hạm đã đưa thêm 4.157 lính thuộc Trung đoàn Thủy quân lục chiến số 7 đến Guadalcanal. Lực lượng tăng viện này cho phép Vandegrift từ ngày 19 tháng 9 thiết lập một vành đai phòng thủ đầy đủ không bị đứt quãng bao quanh Lunga.
Tướng Vandegrift và các sĩ quan tham mưu vẫn còn lo ngại lực lượng của Kawaguchi đã rút về phía tây Matanikau và một số lượng lớn tàn quân Nhật rải rác giữa phòng tuyến Lunga và song Matanikau, do đó Vandegrift đã cho tiến hành nhiều cuộc hành quân truy quét nhỏ dọc theo thung lũng Matanikau.

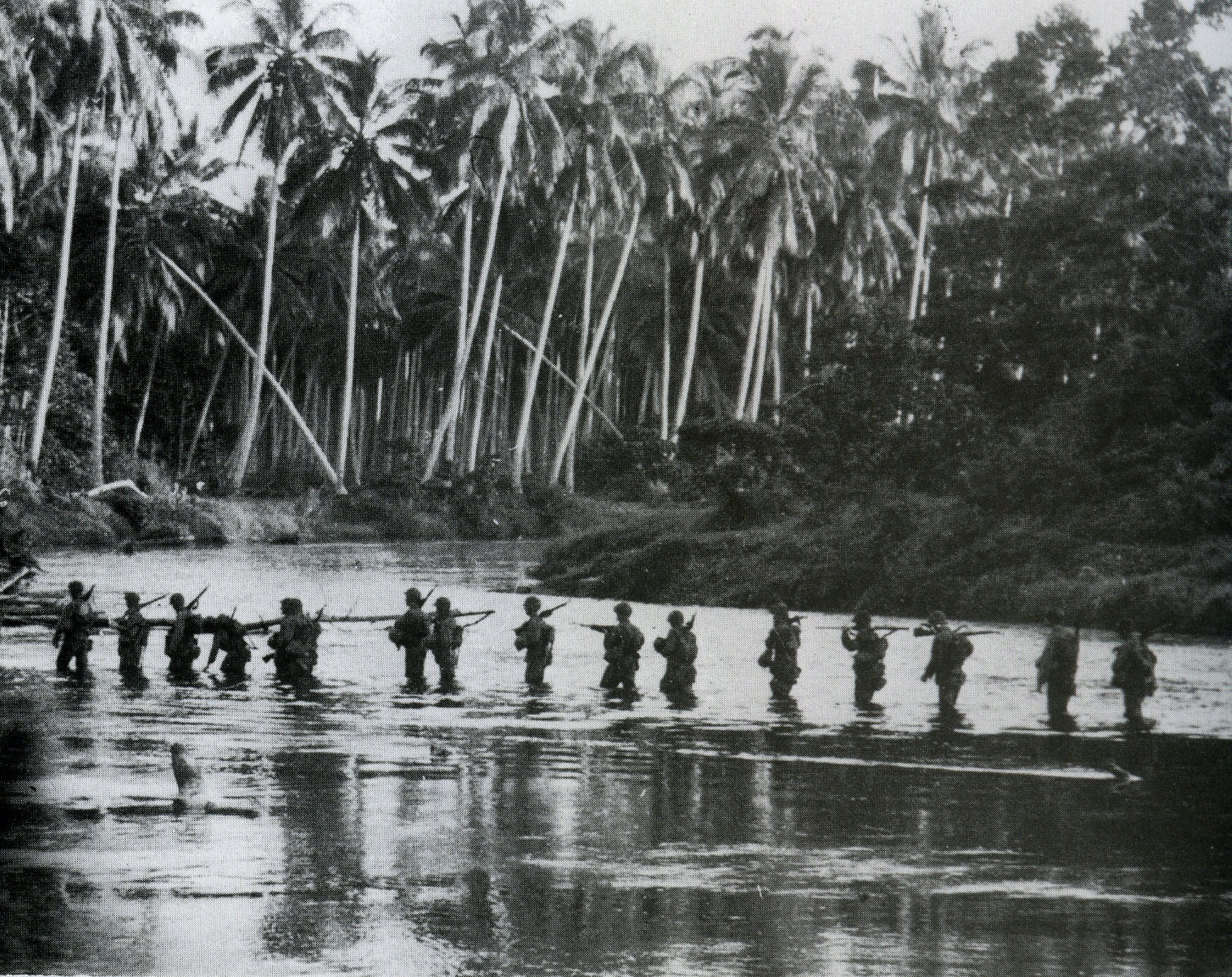
Lực lượng Thủy quân Lục chiến tuần tra dọc theo sông Matanikau vào tháng 9 năm 1942.

Đợt càn quét đầu tiên của Thủy quân lục chiến Mỹ vào khu vực phía Tây Matanikau từ ngày 23 đến 27 tháng 9 năm 1942 với lực lượng ba tiểu đoàn đã bị quân Nhật dưới sự chỉ huy của đại tá Akinosuke Oka đánh bật. Trong đợt tấn công thứ hai, từ ngày 6 đến 9 tháng 10, một lực lượng Thủy quân lục chiến lớn hơn đã được huy động. Lực lượng này đã vượt sông Matanikau thành công và tấn công đơn vị quân Nhật vừa mới đổ bộ lên Guadalcanal là Sư đoàn 2 của tướng Masao Maruyama và Yumio Nasu, đồng thời làm thiệt hại nặng Trung đoàn Bộ binh số 4 của Nhật. Đợt càn quét thứ hai này đã buộc quân Nhật phải rút lui về vị trí phía đông Matanikau.
Trong thời gian đó, Thiếu tướng Millard F. Harmon, tổng chỉ huy các lực lượng Lục quân Hoa Kỳ tại Nam Thái Bình Dương, đã thuyết phục Phó đô đốc Robert L. Ghormley (tổng chỉ huy các lực lượng Đồng Minh tại khu vực Nam Thái Bình Dương) phải tăng viện cho các đơn vị Thủy quân lục chiến Hoa Kỳ ngay lập tức nếu muốn giữ được hòn đảo trước đợt tấn công tiếp theo. Ngày 13 tháng 10, lực lượng tăng viện mới bao gồm 2.837 lính thuộc Trung đoàn Bộ binh 164, Vệ binh Quốc gia North Dakota, thuộc Sư đoàn Americal của Lục quân đã được đưa đến Guadalcanal.

### Trận chiến sân bay Henderson

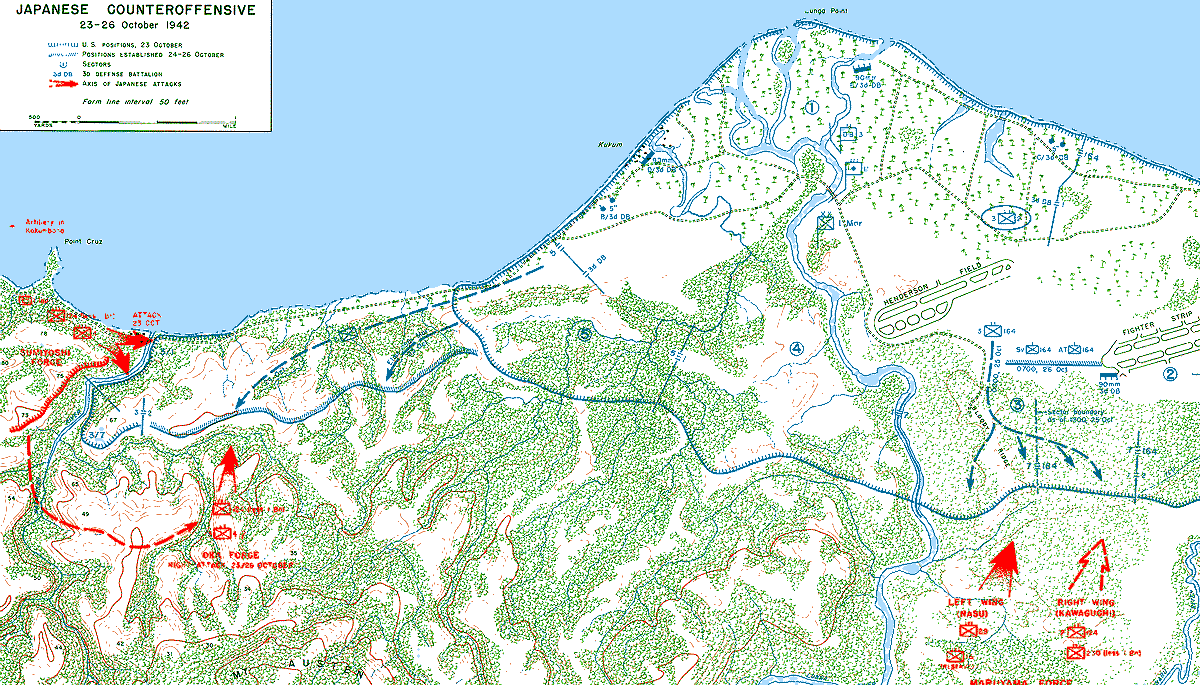
Bản đồ trận chiến sân bay Henderson, 23-26 tháng 10. Cuộc tấn công của Sumiyoshi và Oka ở phía tây Matanikau (bên trái) còn cuộc tấn công của Maruyama (Sư đoàn 2) vào phòng tuyến Lunga từ phía nam (bên phải)

Từ ngày 1 đến ngày 17 tháng 10, Nhật đưa được 15.000 quân đến Guadalcanal, cho phép Hyakutake có tổng cộng 20.000 quân để thực hiện cuộc tấn công tiếp theo. Vì đã bị mất các cứ điểm bên bờ Đông sông Matanikau, quân Nhật cho rằng việc tấn công vành đai phòng thủ của Mỹ dọc theo bờ biển sẽ gặp nhiều khó khăn. Vì vậy, Hyakutake quyết định mũi tấn công chính trong kế hoạch của ông sẽ từ phía Nam sân bay Henderson. Sư đoàn 2 (được tăng cường các đơn vị của Sư đoàn 38), do Trung tướng Masao Maruyama chỉ huy, bao gồm 7.000 người thuộc ba trung đoàn bộ binh, mỗi trung đoàn có ba tiểu đoàn, sẽ hành quân qua rừng rậm và tấn công cứ điểm phòng thủ của Mỹ từ phía Nam gần bờ Đông sông Lunga. Ngày tấn công ban đầu được ấn định là 22 tháng 10, sau đó đổi thành 23 tháng 10. Để thu hút sự chú ý của phía Mỹ khỏi mũi tấn công chủ yếu từ phía Nam, lực lượng pháo binh hạng nặng cùng năm tiểu đoàn bộ binh (khoảng 2.900 người) do Thiếu tướng Tadashi Sumiyoshi chỉ huy sẽ tấn công chu vi phòng thủ của quân Mỹ từ phía tây dọc theo hành lang bờ biển. Quân Nhật ước lượng có 10.000 quân Mỹ trên đảo, trong khi con số thực là khoảng 23.000 người.[d]
Lực lượng của Sumiyoshi bao gồm hai tiểu đoàn thuộc Trung đoàn Bộ binh số 4 đã mở cuộc tấn công vào phòng tuyến Thủy quân lục chiến Mỹ trong đêm 23 tháng 10 tại vị trí cửa sông Matanikau. Hỏa lực pháo binh, súng cối và vũ khí cầm tay của quân Mỹ đã tiêu diệt rất nhiều lính Nhật tấn công trong khi tổn thất của họ là không đáng kể. Hai đêm liên tục từ ngày 24 tháng 10, lực lượng của Maruyama đã thực hiện nhiều cuộc tấn công trực diện với quân số lớn vào phía nam phòng tuyến Lunga nhưng thất bại thảm hại. Hơn 1.500 lính Nhật tử trận trong khi phía Mỹ chỉ mất khoảng 60 người.[e]
Các cuộc tấn công khác của Trung đoàn Bộ binh 124 Nhật do đại tá Oka chỉ huy gần Matanikau trong ngày 26 tháng 10 cũng bị đẩy lui với tổn thất nặng nề. Đến 8 giờ sáng ngày 26 tháng 10, Hyakutake quyết định chấm dứt mọi cuộc tấn công và ra lệnh cho lực lượng của ông rút lui. Khoảng phân nửa những người sống sót trong lực lượng của Maruyama được lệnh rút lui về phía trên thung lũng Matanikau trong khi Trung đoàn Bộ binh 230 dưới quyền chỉ huy của Đại tá Toshinari Shōji được cho rút về Koli Point, phía Đông ngoại vi Lunga. Trung đoàn Bộ binh 4 rút lui về vị trí phía tây Matanikau và quanh khu vực Point Cruz trong khi Trung đoàn 124 chiếm giữ vị trí phòng thủ sườn núi Austen phía trên thung lũng Matanikau.

### Kế hoạch tấn công của Hoa Kỳ và lực lượng đôi bên

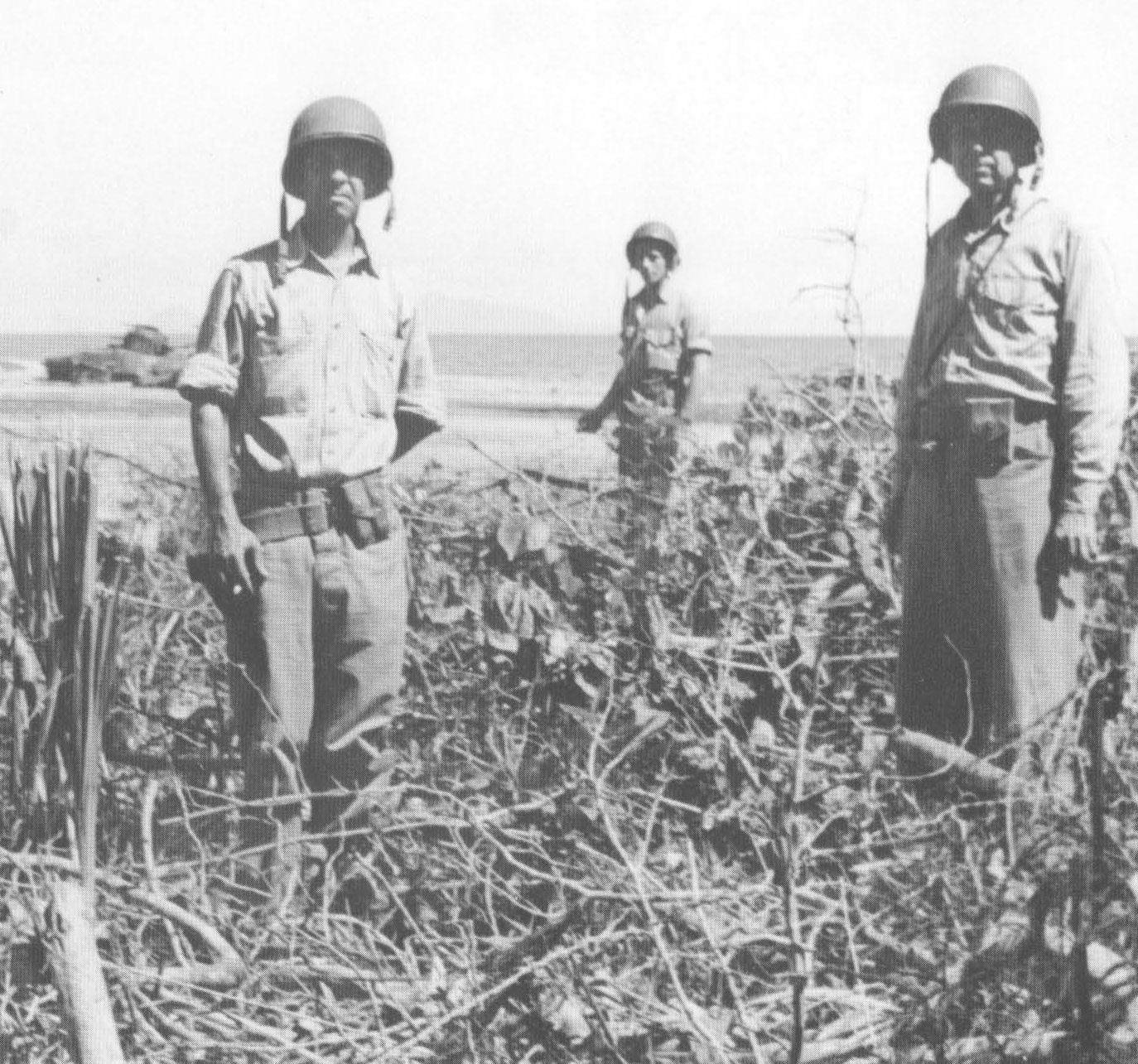
Đại tá Merritt Edson (bên trái), chụp ảnh gần cửa sông Matanikau một vài ngày trước cuộc tấn công tháng 11

Để tiếp tục khai thác thắng lợi sau trận chiến sân bay Henderson, Vandegrift tung sáu tiểu đoàn Thủy quân Lục chiến, sau đó còn có thêm một tiểu đoàn Lục quân, vào một cuộc tấn công ra phía Tây Matanikau với hai mục tiêu: không cho pháo binh Nhật có đủ tầm bắn đến sân bay Henderson và cắt đứt đường rút lui của lực lượng Maruyama đến ngôi làng Kokumbona, nơi đặt đại bản doanh của Quân đoàn 17. Lực lượng huy động bao gồm ba tiểu đoàn thuộc Trung đoàn Thủy quân lục chiến số 5, chỉ huy bởi Đại tá Merritt Edson cộng thêm Tiểu đoàn 3, Trung đoàn Thủy quân lục chiến 7 chỉ huy bởi Đại tá William Whaling (gọi là đơn vị Whaling). Hai tiểu đoàn thuộc Trung đoàn Thủy quân lục chiến số 2 là lực lượng dự trữ. Cuộc tấn công này sẽ được yểm trợ bởi pháo binh thuộc Trung đoàn Thủy quân lục chiến số 11 và Trung đoàn Bộ binh 164, các máy bay thuộc Không lực Cactus và hải pháo từ chiến hạm Mỹ. Đại tá Edson là người chỉ huy chiến thuật cho cuộc tấn công.
Lực lượng quân Nhật phòng thủ khu vực Matanikau bao gồm hai trung đoàn bộ binh 4 và 124. Trung đoàn 4 phòng thủ khu vực từ bờ biển vào sâu trong đất liền khoảng 1.000 dặm (914 m) còn Trung đoàn 124 từ đó vào đến dọc dòng sông. Cả hai trung đoàn này trên giấy tờ đều có sáu tiểu đoàn nhưng thực tế quân số đã bị tiêu hao nặng nề do giao tranh, bệnh tật và nạn đói. Đại tá Oka đã miêu tả lực lượng của ông trên thực tế chỉ còn một nửa.

## Diễn biến

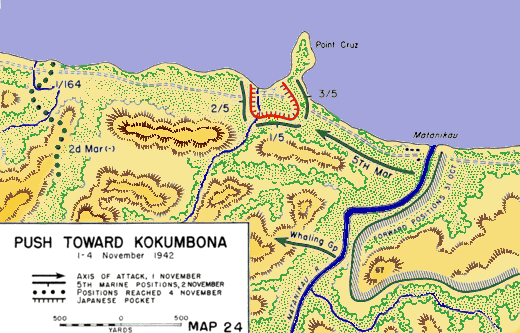
Bản đồ cuộc tấn công của quân Mỹ tại Matanikau

Trong khoảng thời gian từ 1 giờ sáng đến 6 giờ sáng ngày 1 tháng 11, công binh Hoa Kỳ đã xây ba cây cầu vượt sông Matanikau. Lúc 6 giờ 30 phút sáng, chín khẩu đội pháo binh của Thủy quân lục chiến và Lục quân Mỹ (khoảng 36 khẩu pháo) và các chiến hạm San Francisco, Helena và Sterrett đã pháo kích dữ dội vào bờ tây sông Matanikau. Các máy bay Hoa Kỳ, trong đó có 19 oanh tạc cơ hạng nặng B-17 cũng đến ném bom vào khu vực trên. Cùng thời điểm đó, Tiểu đoàn 1 Trung đoàn 5 thủy quân lục chiến (1/5 thủy quân lục chiến) vượt sông Matanikau ở khu vực cửa sông còn Tiểu đoàn 2 Trung đoàn 5 thủy quân lục chiến (2/5 thủy quân lục chiến) và đơn vị Whaling vượt sông ở chỗ cạn. Đối mặt với Thủy quân lục chiến Mỹ là Tiểu đoàn 2, Trung đoàn 4 Bộ binh Nhật do Thiếu tá Masao Tamura chỉ huy.
Tiểu đoàn 2/5 và đơn vị Whaling đã gặp một sự kháng cự vô cùng yếu ớt do đó đã chiếm được nhiều ngọn đồi phía nam Point Cruz vào đầu buổi chiều. Tuy nhiên, dọc theo bờ biển gần Point Cruz, Đại đội 7 thuộc Tiểu đoàn Tamura đã chiến đấu kiên cường kìm bước tiến quân Mỹ. Sai vài giờ chiến đấu, Đại đội C thuộc Trung đoàn 1/5 thủy quân lục chiến đã gánh chịu thiệt hại nặng, trong đó có ba sĩ quan chết trận và bị đẩy lùi về hướng Matanikau bởi quân của Tamura. Phải đến khi có sự tăng viện của các đại đội từ tiểu đoàn 1/5 thủy quân lục chiến và sau đó là hai đại đội từ Tiểu đoàn 3 Trung đoàn 5 thủy quân lục chiến (3/5 thủy quân lục chiến) cộng thêm sự chiến đấu dũng cảm của Hạ sĩ thủy quân lục chiến Anthony Casamento mà quân Mỹ mới ngừng được sự rút lui.
Sau khi khảo sát tình hình chiến đấu vào cuối ngày, Đại tá Edson cùng với Đại tá Gerald Thomas và Thiếu tá Merrill Twining thuộc bộ tham mưu của tướng Vandegrif đã đưa ra quyết định bao vây quân phòng thủ Nhật quanh Point Cruz. Họ ra lệnh cho các đơn vị thủy quân lục chiến 1/5 và 3/5 tiếp tục gây áp lực lên quân Nhật dọc theo bờ biển trong ngày kế tiếp trong khi Tiểu đoàn 2/5 thủy quân lục chiến tiến về phía bắc bao vây quân Nhật phía tây và phía nam Point Cruz. Tiểu đoàn Tamura đến thời điểm này cũng đã bị thiệt hại nặng nề, trong đó Đại đội 5 và 7 chỉ còn từ 10 đến 15 tay súng chưa bị thương. Lo sợ quân Mỹ sẽ chọc thủng tuyến phòng ngự của mình, tướng Hyakutake tại tổng hành dinh của Quân đoàn 17 đã phải nhanh chóng điều toàn bộ số quân đang có trong tay đến chi viện cho nỗ lực phòng thủ của Trung đoàn Bộ binh số 4. Lực lượng chi viện bao gồm Tiểu đoàn Pháo chống tăng số 2 (trang bị 12 khẩu pháo) và đơn vị công binh chiến trường số 39 được bố trí sẵn sàng chiến đấu dọc theo phía nam và tây Point Cruz.

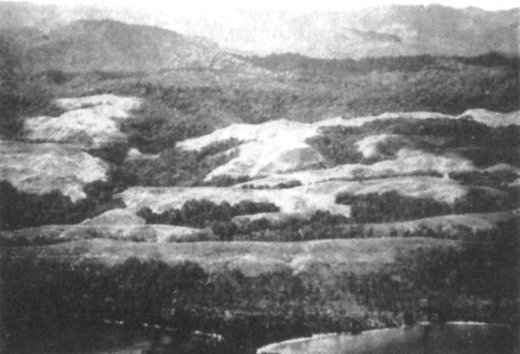
Khu vực Point Cruz tại Guadalcanal nhìn từ hướng nam. Quân Nhật bị vây hãm tại căn cứ Point Cruz (phía dưới phần trung tâm bức tranh)

Sáng ngày 2 tháng 11, được đơn vị Whaling bảo vệ cánh sườn, thủy quân lục chiến Tiểu đoàn 2/5 tiến quân về phía bắc và đến được bờ biển phía tây Point Cruz, bao vây được toàn bộ quân phòng thủ Nhật. Pháo binh Mỹ đã pháo kích dữ dội vào các vị trí quân Nhật trong ngày 2 tháng 11 nhưng thiệt hại gây ra là không rõ ràng. Trong khoảng thời gian còn lại của ngày hôm đó, Đại đội I Tiểu đoàn 2/5 đã thực hiện một cuộc tấn công trực diện áp đảo bằng lưỡi lê ở phần phía bắc vị trí phòng thủ quân Nhật. Cũng trong thời gian này, hai tiểu đoàn thuộc Trung đoàn thủy quân lục chiến số 2 bắt đầu tham gia vào cuộc tấn công đã tiến qua Point Cruz.
Lúc 6 giờ 30 sáng ngày 3 tháng 11, nhiều lính Nhật cố gắng phá vòng vây nhưng bất thành. Từ 8 giờ sáng cho đến trưa, năm đại đội thủy quân lục chiến từ các Tiểu đoàn 2/5 và 3/5 với vũ khí cầm tay, súng cối, thuốc nổ và pháo binh yểm trợ đã tiêu diệt hoàn toàn quân Nhật bị vây ở gần Point Cruz. thủy quân lục chiến còn chiếm được 12 khẩu pháo chống tăng 37mm, một dã pháo 70 mm và 34 súng máy. Tổng số xác chết quân Nhật được thống kê bao gồm 239 người, trong đó có 28 sĩ quan. Một người lính thủy quân lục chiến tên Richard A. Nash kể lại khung cảnh trận đánh:
| “ | Một chiếc xe jeep kéo theo một khẩu pháo chống tăng 37mm đến nơi và Đại úy Andrews thuộc Đại đội D đã ra lệnh cho khẩu đội pháo chuẩn bị sẵn sàng nã đạn vào lùm cây cọ. Trước khi khai hỏa, tôi nghe thấy những tiếng rên la, than khóc, gần như là một bản thánh ca của những lính Nhật bị bao vây. Sau đó khẩu pháo bắt đầu bắn đạn ghém vào họ, sau một lúc thì những tiếng rên la im bặt và khẩu pháo cũng ngừng bắn. Khung cảnh trở nên im ắng hoàn toàn. Một số người trong chúng tôi đi đến quanh những cây cọ và nhìn thấy những xác chết không còn nguyên vẹn nằm thành từng hàng, có lẽ là của khoảng 300 lính Nhật trẻ tuổi. Không một ai sống sót cả. | ” |

Cùng thời gian này, Trung đoàn thủy quân lục chiến 2 cùng với đơn vị Whaling tiếp tục gây sức ép dọc bờ biển và đến được địa điểm phía tây Point Cruz 3.500 dặm (3.200 m) vào lúc nửa đêm. Lực lượng quân Nhật còn lại ở khu vực này chống lại thủy quân lục chiến Mỹ bao gồm 500 người lính còn lại của Trung đoàn 4 cộng thêm những người còn sống sót sau các cuộc tấn công ở Tenaru và đồi Edson, lính đồn trú hải quân. Với đà tiến quân này, lực lượng Mỹ hầu như sẽ phá được tuyến phòng thủ của quân Nhật và chiếm làng Kokumbona, đồng nghĩa đường rút lui của Sư đoàn Bộ binh số 2 Nhật sẽ bị cắt đứt và đe dọa nghiêm trọng khu vực hậu cứ, kho tiếp liệu cũng như tổng hành dinh của quân Nhật tại Guadalcanal. Đại tá Nakaguma trong cơn tuyệt vọng muốn tìm đến cái chết vinh quang bằng cách cho Trung đoàn 4 tấn công lần cuối vào quân Mỹ nhưng đã bị can ngăn bởi các sĩ quan thuộc bộ tổng tham mưu của Quân đoàn 17.

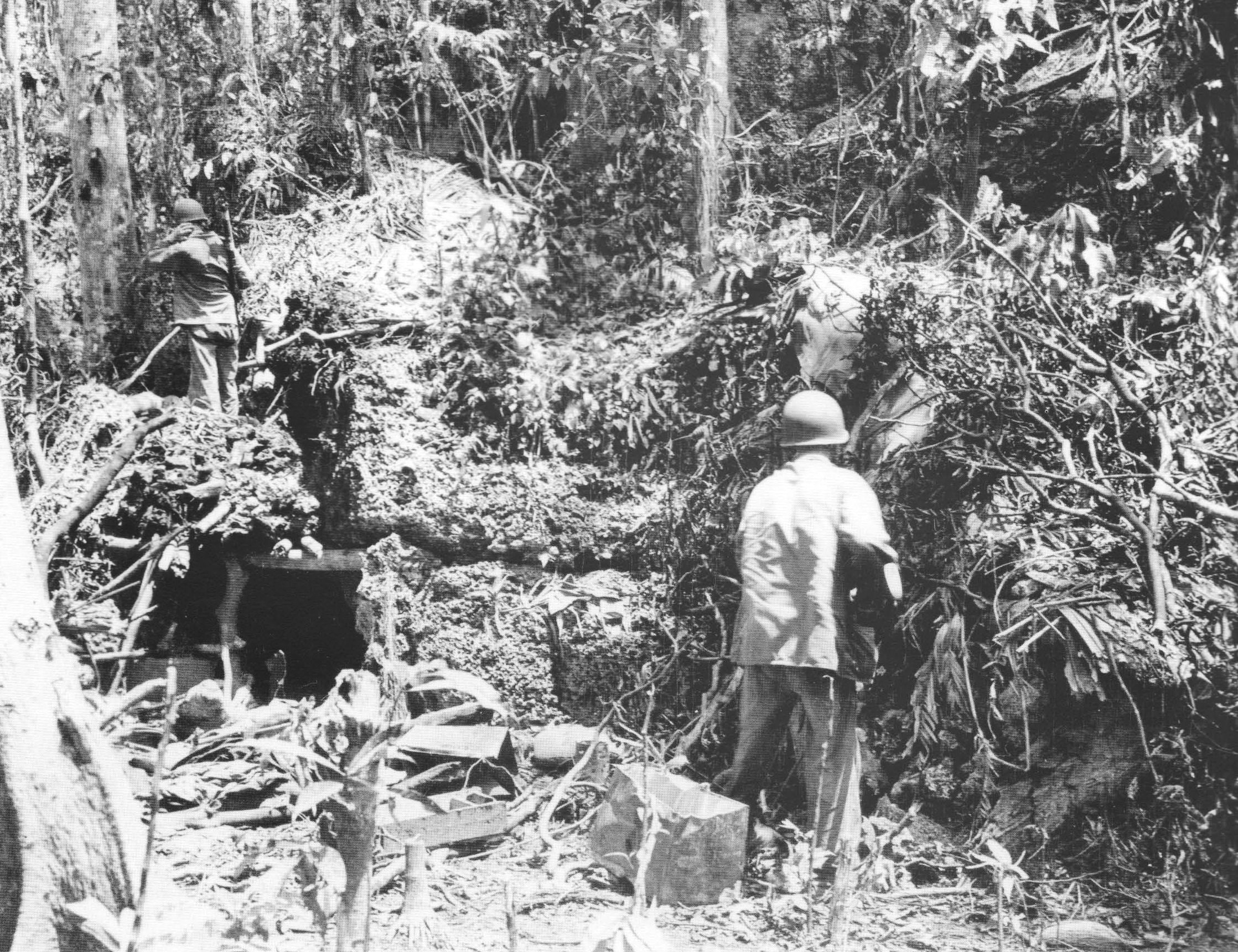
Hai lính Thủy quân lục chiến Mỹ kiểm tra công sự của quân Nhật sau trận đánh gần Point Cruz ngày 3 tháng 11.

Một sự kiện quan trọng xảy ra đã cứu vãn tạm thời tình thế quân Nhật tại Matanikau. Sáng ngày 3 tháng 11, các đơn vị thủy quân lục chiến tại Koli Point, phía đông phòng tuyến Lunga bất ngờ chạm trán với 300 lính Nhật vừa mới đổ bộ từ năm khu trục hạm. Điều này cộng thêm những nguồn tin về việc một lực lượng lớn quân Nhật đang được đưa đến Koli Point khiến cho người Mỹ tin rằng người Nhật đang chuẩn bị tiến hành một cuộc tấn công lớn nữa vào phòng tuyến Lunga từ khu vực Koli Point.
Trước tình thế mới, các chỉ huy thủy quân lục chiến đã có cuộc họp vào sáng ngày 4 tháng 11 để bàn về phương án tác chiến. Đại tá Twining đề nghị tiếp tục cuộc tấn công đến cùng nhưng ý kiến này đã không được các Đại tá Edson, Thomas và tướng Vandegrift tán thành mà thay vào đó là chuyển mục tiêu đến Koli Point. Do đó, trong ngày này, Trung đoàn thủy quân lục chiến số 5 và đơn vị Whaling đã được triệu hồi về Lunga Point. Hai Tiểu đoàn 1 và 2 của Trung đoàn thủy quân lục chiến số 2 cộng với Tiểu đoàn 1, Trung đoàn 164 được lệnh chiếm giữ vị trí khoảng 2.000 dặm (1.829 m) phía tây Point Cruz. Hành động này của phía Mỹ giúp cho con đường rút lui của Sư đoàn 2 Nhật giờ đây rộng mở và sư đoàn này đã đến làng Kokumbona trong ngày 4 tháng 11. Tuy nhiên, đại tá Nakaguma trong khoảng thời gian này đã tử trận bởi trúng đạn pháo.[f]

## Kết quả

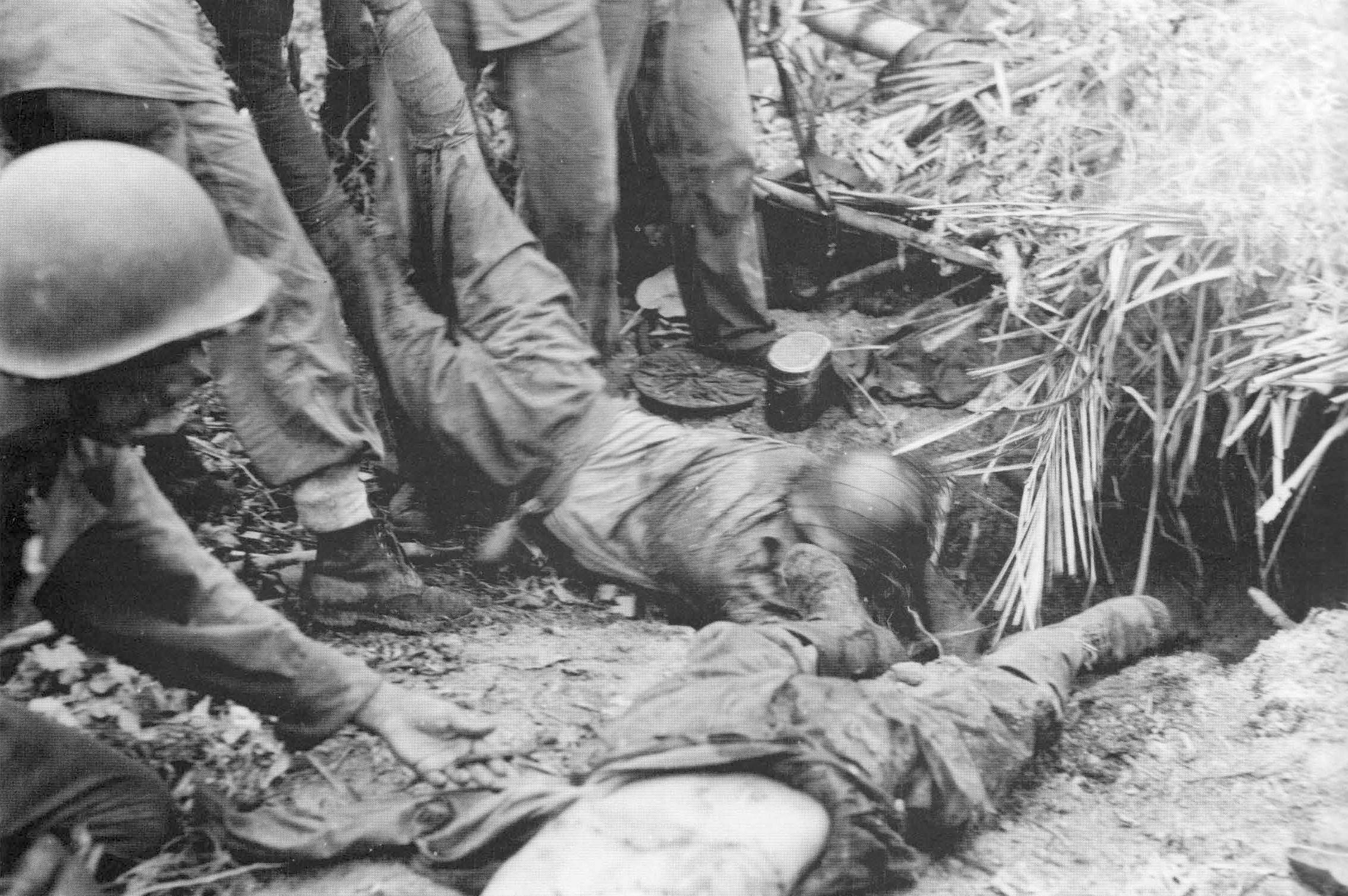
Thủy quân Lục chiến Mỹ đang kéo xác lính Nhật tử trận ra khỏi công sự của họ tại Point Cruz sau trận đánh vào đầu tháng 11.

Sau khi đánh bại quân Nhật ở Koli Point, quân Mỹ tiếp tục trở lại cuộc càn quét khu vực phía tây tại Kokumbona vào ngày 10 tháng 11 với ba tiểu đoàn dưới sự chỉ huy của Đại tá thủy quân lục chiến John Arthur. Cùng thời gian đó, binh lính thuộc Sư đoàn Bộ binh 38 Nhật, bao gồm hầu hết Trung đoàn 228, đến Guadalcanal. Các đơn vị mới và sung sức này nhanh chóng được bố trí tại khu vực Point Cruz và Matanikau đã giúp kháng cự thành công các đợt tấn công của lực lượng Mỹ. 13 giờ 45 phút ngày 11 tháng 11, Vandegrift bất ngờ ra lệnh cho quân Mỹ rút lui về bờ đông Matanikau.
Vandegrift đã ra lệnh rút lui vì những tin tức tình báo và ảnh không thám cho thấy quân Nhật đang tiếp tục đưa lực lượng tiếp viện đến Guadalcanal (10.000 binh lính còn lại của Sư đoàn 38) với mục tiêu cũ là tái chiếm sân bay Henderson. Tuy nhiên, nỗ lực tăng viện cuối cùng này đã bị Hải quân Hoa Kỳ chặn đứng trong trận hải chiến Guadalcanal.
Quân Mỹ vượt sông Matanikau và tấn công lần nữa vào ngày 18 tháng 11 nhưng một lần nữa vấp phải sự kháng cự quyết liệt của quân Nhật. Cuộc tấn công này dừng lại vào ngày 23 tháng 11 phía tây Point Cruz. Lực lượng Mỹ và Nhật tiếp tục đối diện nhau dọc theo một chiến tuyến ở về phía Tây Point Cruz trong sáu tuần lễ tiếp theo sau đó. Mặc dù ngay từ đầu tháng 11, quân Mỹ đã tiến sát hậu cứ quân Nhật nhưng phải đến cuối chiến dịch Guadalcanal, họ mới chính thức chiếm được Kokumbona.[g]